# Gonatocerus incomptus
Gonatocerus incomptus är en stekelart som beskrevs av Huber 1988. Gonatocerus incomptus ingår i släktet Gonatocerus och familjen dvärgsteklar. Inga underarter finns listade i Catalogue of Life.